# 超級鍵
超級鍵（super key），是一種特殊鍵。在鍵盤歷史中，超級鍵實際上是一群不同的鍵。在現代的作業系統中通常用來呼叫出功能表或菜單。

## Linux與BSD
在使用Linux、BSD作業系統時，通常預設將Windows鍵視為超級鍵。在GNOME中super+l、 super+r分別對應於按下鍵盤上左、右邊的「Windows鍵」。在KDE、Openbox中系統預設的快捷鍵並沒有使用到超級鍵。但使用者可以自行設定。

## MacOSX
在MacOSX中，超級鍵等同於command鍵。